# Ferula stewartiana
Ferula stewartiana är en flockblommig växtart som beskrevs av Otto Eugen Schulz. Ferula stewartiana ingår i släktet stinkflokesläktet, och familjen flockblommiga växter. Inga underarter finns listade i Catalogue of Life.